# 最高安全委员会

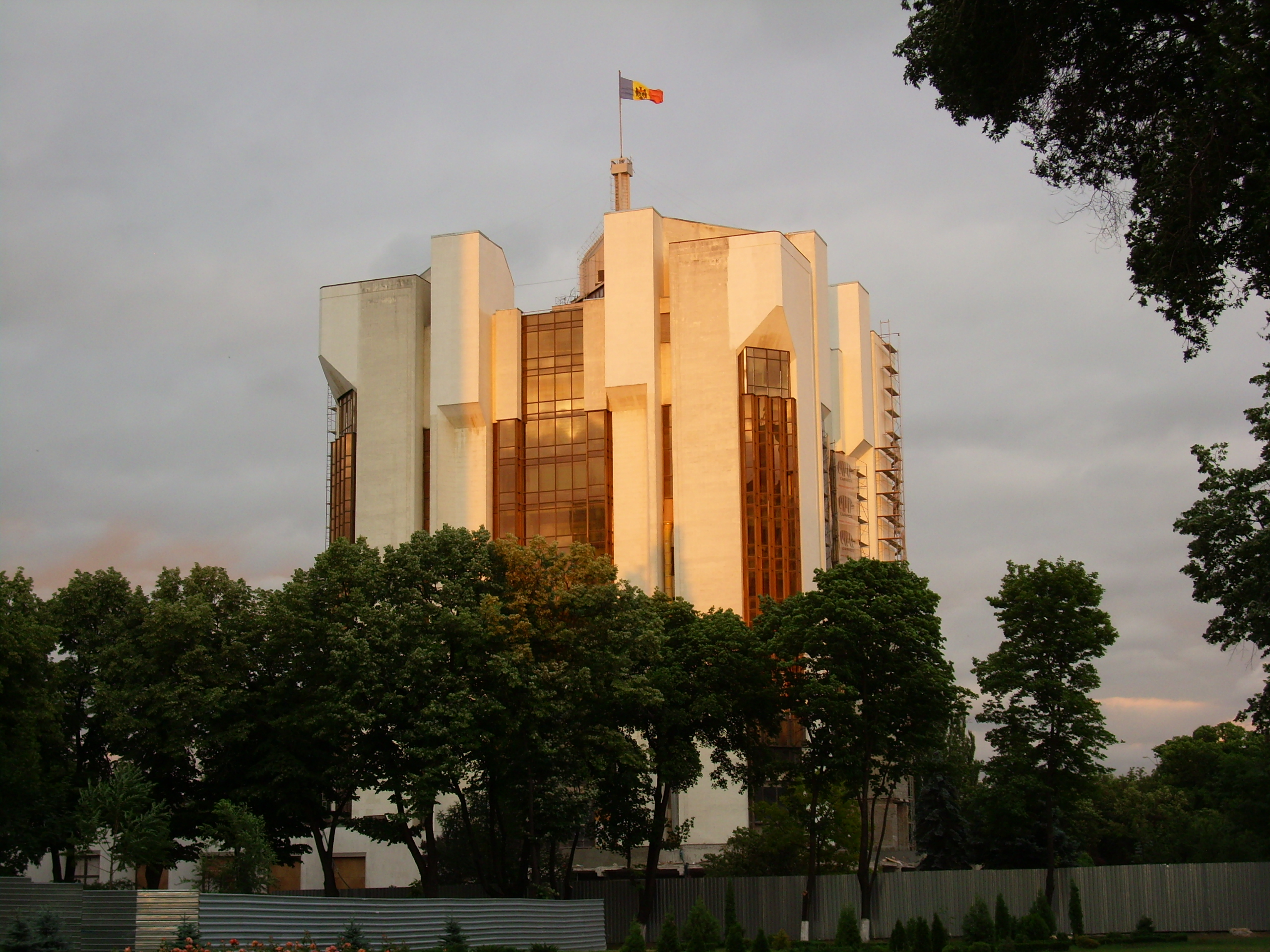
位于基希讷乌的总统府 (基希讷乌)是最高安全委员会的会议场所

最高安全委员会（英語：Supreme Security Council，SSC，CSS）是摩尔多瓦总统（兼任摩尔多瓦武装部队总司令）的咨询机构，负责协助总统执行军事政策和国家安全决定。